# Палияр

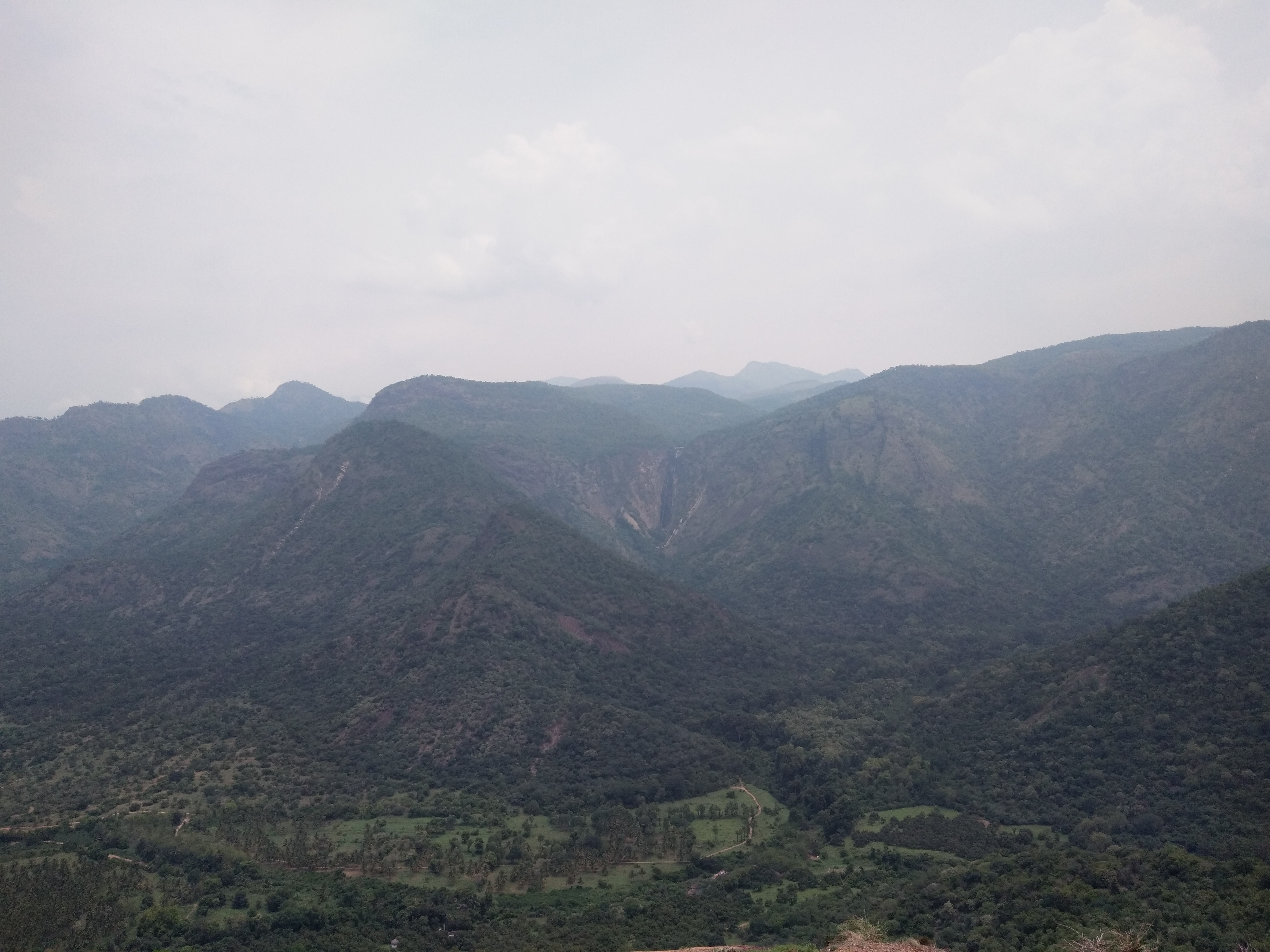
Холмы Палани — место традиционного расселения палияр

Палияр, также палиян — этническая группа охотников и собирателей в Южной Индии.
Палияр проживают на восточных склонах Западных Гат на границах штатов Тамилнад и Керала. Язык, на котором говорят палияр, относится к диалектам тамильского языка. Их численность, по данным переписи 2011 года, составляла около девяти тысяч человек.

## История исследований
К историческим источникам, содержащими информацию о населяющих леса Западных Гат народах, относятся произведения раннетамильской литературы, созданные в первые века нашей эры. Эти народы упоминались тамильскими авторами как поставщики лесных товаров: кардамона, бамбука, слоновой кости, мёда и воска. Аналогичные торговые связи продолжали существовать и в XIX веке, что подтверждают европейские источники, в том числе отчёты британских чиновников Уорда и Коннера и записки французского миссионера Ж. А. Дюбуа. Однако, поскольку современные этнонимы начали использоваться лишь в документах колониального периода, среди исследователей нет уверенности в преемстве между современными палияр и народами, описанными в раннетамильских текстах.
В 1908 году был опубликован письменный источник, полностью посвящённый палияр. Автором этого текста был священник Ф. Дамен, руководитель принадлежащей иезуитской миссии кофейной плантации. Помимо этнографических сведений, отчёт содержал описания неудачных попыток привлечь палияр к сельскохозяйственным работам. «Всемогущая рупия, этот мощный стимул для трудолюбивых тамилов, их (палияр) не соблазняет; принуждение также бесполезно, поскольку они обладают возможностью в любой момент отступить в лес», — писал Дамен. После сообщения Дамена палияр привлекали влияние демографов, занимающихся регистрацией индийских каст и племён. Первый из подобных отчётов был опубликован в 1909 году за авторством этнографа Э. Тёрстона.
Исследователем, введшим знания о палияр в контекст социальной антропологии, был американский учёный Питер М. Гарднер, в качестве включённого наблюдателя живший среди них в 1962—1964 и 1978 годах. За работами Гарднера последовали исследования шведского антрополога К. Норстрёма, на протяжении 1990-х изучавшего процесс вовлечения палияр в современную рыночную экономику и Н. Сушилы Деви, по заказу индийского правительства составившей общее этнографическое описание палияр Кералы. Наряду с работами по социальной антропологии, палияр также посвящён ряд этноботанических исследований, наиболее полное из которых представлено в докторской диссертации К. Санкарасиварамана, работавшего среди палияр в 1995—1998 годах.
В научной литературе для обозначения группы используются этнонимы «палиян» и «палияр», соответствующие формам единственного и множественного числа самоназвания народа. В индийских официальных текстах также встречаются расходящиеся с самоназванием написания «паллиян» и «паллияр» (англ. Palliyan/Palliyar). Этимология этнонима остаётся невыясненной.

## Расселение и происхождение

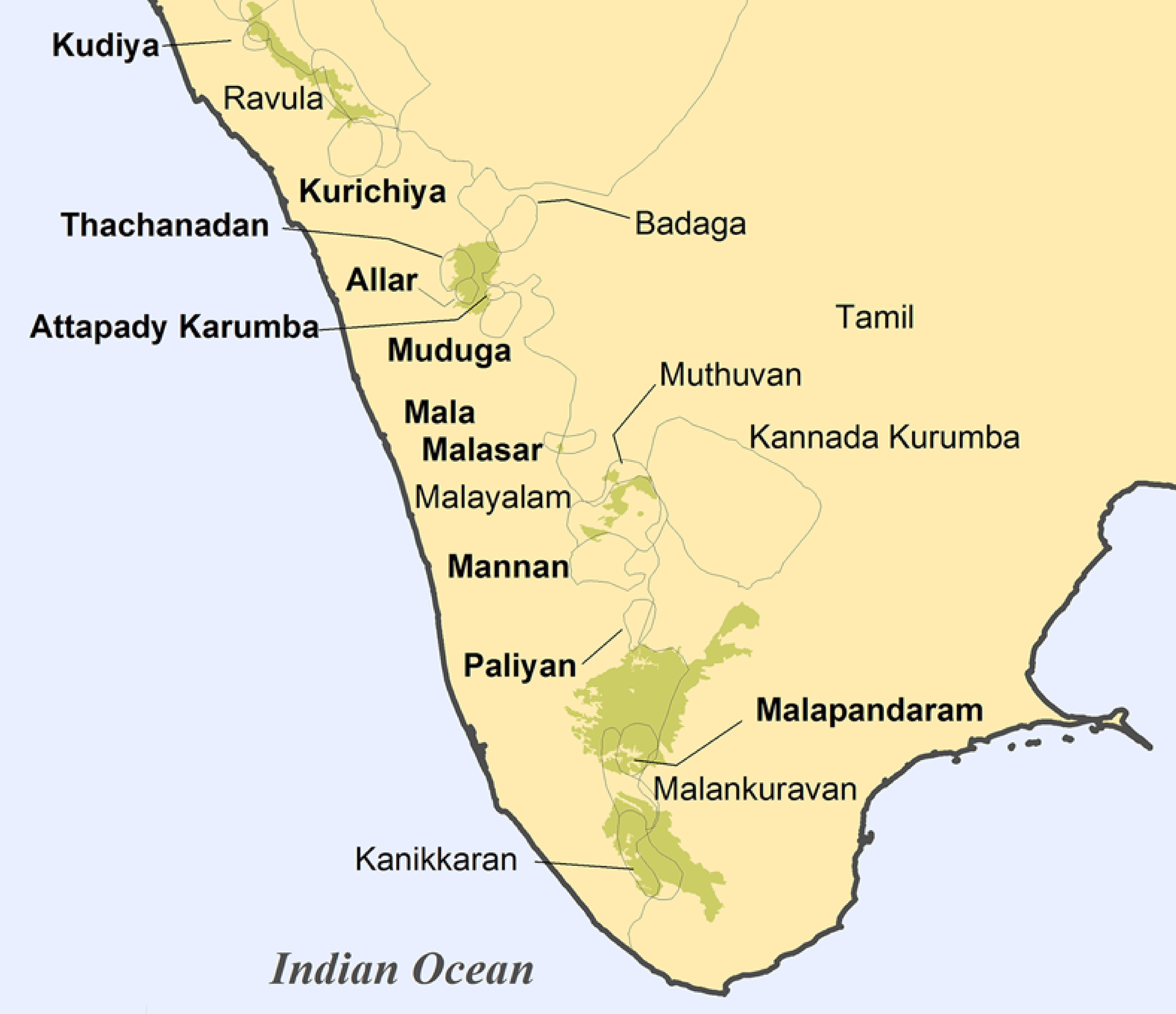
Палияр на этнолигвистической карте Западных Гат. Зелёным обозначены места Всемирного наследия

Палияр расселены на узкой полосе территории, расположенной на границах штатов Тамилнад и Керала, места их обитания относятся к округам Диндуккал, Мадурай, Тхени, Тирунелвели и Вирудунагар (в Тамилнаде) и округу Идукки (в Керале). Покрытые густым лесом земли расселения народа расположены в гористой местности Западных Гат, высота поселений палияр над уровнем моря варьируется от 300 до 2200 метров. В Тамилнаде перепись 2011 года выявила 231 паллеян, 2252 паллиян и 5288 паллияр (в штате палияр регистрируются как три разных группы), в Керале в этом же году было переписано 1464 палияр, в отличие от Тамилнада их численность фиксировалась в одной графе. Таким образом, в 2011 году под разными этнонимами было переписано 9235 палияр.
По археологическим данным, собранным в ареале расселения палияр, группы охотников-собирателей населяли эти земли ещё в период мезолита (10—4 тыс. лет назад). Согласно предположению индийского археолога В. Селвакумара, постепенное отступление этих групп на периферийные территории началось с середины 1 тыс. до н. э. после появления в регионе мигрировавших с севера земледельцев. Вместе с этим между охотниками-собирателями и земледельческими группами устанавливались мирные отношения, подобные тем, которые упоминаются раннетамильских текстах и существуют между современными тамилами и палияр. По мнению археолога, этот процесс в частности подтверждают керамика, кости домашних животных и бусы, на некоторых стоянках присутствующие наряду с микролитами. Более современные археологические памятники, связанные с палияр, относятся к периоду после XV века: это стоянки, на которых были обнаружены фрагменты керамики и наскальная живопись, изображающая сбор мёда.
Исследования распространённости Y-гаплогрупп среди популяций Тамилнада показали, что 55,79 % палияр являются носителями гаплогруппы F-M89. Анализ Alu-повторов, проведённый среди популяций Южной Индии, выявил, что палияр генетически близки к народам тода и ирула, проживающих в холмах Нилгири, а также к этнической группе кани, населяющей территорию горы Агастьямалай.

## Материальная культура

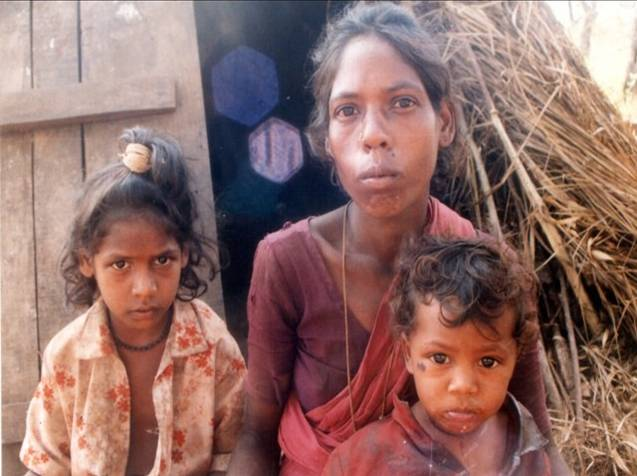
Женщина и дети палияр

По данным П. Гарднера, палияр были разделены на небольшие группы, часть из которых кочевала в глубине дождевого леса, а часть вела полуоседлую жизни на границе леса и угодий земледельческих народов. Для кочевых групп нормальной являлась ежедневная смена стоянок, в таком случае в качестве жилища использовались гроты или углубления в скалах. Лишь на протяжении двухмесячного сезона дождей палияр отказывались от естественных укрытий и сооружали хижины. Полуоседлые группы строили более долговечные жилища, под влиянием тамилов располагая дома в ряды. По свидетельству К. Санкарасиварамана, стены таких домов возводились из земляного грунта и переплетённых стеблей лантаны сводчатой, крыша сооружалась из пальмовых листьев или влагалищ листьев банана, а сами хижины не имели ни дворов, ни окон. Начиная с 1960-х годов палияр переселялись в деревни за пределами дождевого леса, переходя к оседлой жизни. К началу 2000-х в таких поселениях проживало около 60 % палияр.
Основу рациона кочевых палияр составляет дикий ямс (Dioscoreaceae), также в пищу употребляются дикорастущие овощи, мёд, рыба и мелкие животные, такие как ящерицы, куропатки, летучие мыши, полуобезьяны семейства лориевые. В сообществах, разместившихся на границе леса, к этому добавляются низкосортный рис, листья бетеля, перец чили и соль, которые палияр выменивают у соседей. Согласну Гарднеру, чтобы получить эти продукты, палияр нанимались на сельскохозяйственные работы и обслуживали лесные святилища, за что, кроме пищи, получали ножи, топоры и одежду. Эту информацию подтверждает и К. Норстрём, отмечая при этом, что к 1990-м годам бартер между палияр и тамилами был вытеснен наличным расчётом. Рацион палияр был исследован группой индийских учёных, отметивших наличие в нём богатых минеральными веществами листовых овощей и клубней.
По сообщениям Дамена, ещё в начале прошлого века одежда кочевых палияр могла ограничиваться набедренной перевязью из ткани или листьев (у мужчин) и широкой повязкой, плетённой из пальмовых листьев и трав (у женщин). В качестве украшений использовались узоры, белым растительным пигментом наносимые на лоб, грудь и руки (мужчины обычно украшали одну из этих частей тела, женщины — все три). Женщины также носили бисерные и металлические ожерелья, вплетали в волосы лесные цветы. Современные палияр не имеют специфических предпочтений в одежде, используя любые доступные им вещи. Женщины одеваются в сари, традиционный способ ношения которых у палияр отличается от стилей, распространённых среди соседних народов, мужчины носят мунду и лунги, девочки-подростки — полусари.

## Социальная организация
Для социальной организации палияр характерно стремление к эгалитарности. В группах палияр нет постоянных вождей, а временные лидеры выдвигаются лишь на время коллективных охот и церемониальных действий. Принятие решений происходит в духе индивидуальной автономии: в большинстве случаев совместная работа осуществляется на основе неформальных договорённостей, без попыток унифицировать или объединить процесс либо результат деятельности. Участие в конкуренции за престиж в культуре палияр считается порицаемым. В сообществах палияр нет людей, признаваемых экспертами в какой-либо области: так, среди палияр нет специалистов в области магии, также в их обществе отсутствует институт инициации знахарей.
В отсутствие формальных лидеров инструментом разрешения внутригрупповых конфликтов становится индивидуальная мобильность. При назревании конфликтов кочевые палияр предпочитают ретироваться и разделяться, их группы открыты и постоянно реорганизуются. Низкий уровень конфликтности палияр поддерживают и в оседлых сообществах, что нетипично для охотников-собирателей, отказавшихся от кочевого образа жизни: по данным сравнительной этнографии, переход к оседлости как правило ведёт к учащению конфликтов. Среди особенностей культуры палияр, сдерживающих конфликты как в кочевых, так и в оседлых сообществах, Гарднер называет воздержание от алкоголя, порицание конкуренции за престиж, одобрение взаимоуважения и самообладания.
Среди палияр поддерживается равенство между мужчинами и женщинами, которое проявляется и в семейной, и в общественной жизни. Ни мужчины, ни женщины не имеют более широких прав ни в сфере сексуальных контактов, ни в сфере управления и наследования имущества. Религиозные ритуалы также могут осуществляться людьми обоих полов. При этом гендерные отношения в группах, находящихся в близком контакте с соседними народами, подвержены изменениям: в этих условиях палияр могут перенимать нормы, связанные с контролем над женщинами со стороны мужчин.
Семьи палияр в основном моногамны, однако по выбору индивидов могут создаваться полигинные и полиандрные союзы. В отношениях мужской и женской линии в родственной структуре соблюдается симметрия: брачное поселение билокально, а система наследования билатеральна. Палияр используют генерационную систему терминов родства, но также владеют бифуркативной тамильской терминологией, которую используют при контактах с соседями. В силу стремления палияр сохранять «индивидуальное психологическое пространство», их браки нестабильны: по сообщениям Гарднера, супруги могут расстаться после первой же ссоры, при этом позднее распавшийся брак может быть восстановлен. Вступая в брак, палияр обычно обмениваются солью и листьями бетеля, а также обещают друг другу верность на всю жизнь. Дети палияр обретают экономическую самостоятельность в 13 — 14 лет, родительский надзор в процессе социализации проявляется слабо.

## Языковая ситуация
По оценке Гарднера, язык, на котором говорят палияр, относится к диалектам тамильского языка, при этом в речи палияр встречаются существенные расхождения с тамильской языковой нормой. Предположение Гарднера о родственности этнолекта палияр и тамильского языка подтверждают исследования, проведённые SIL International: в результате сравнения списков базовой лексики исследователи института выявили 75%-ное совпадение между лексикой палияр и тамилов.
Среди отклонений от тамильской языковой нормы, свойственных для этнолекта, Гарднер называет особую систему цветовой терминологии. В отличие от цветовых терминов тамильского языка, цветовые обозначения палияр основаны на описании освещённости и затемнённости, а не оттенков: в результате описание цвета объекта варьируется вместе с изменением освещения. Согласно теории Берлина и Кэя цветовая терминология палияр находится на наиболее ранних (первой — второй) стадиях эволюции цветовых обозначений.
Система терминов родства также отличается от тамильской: хотя палияр используют те же термины, что и тамилы, они применяют их иначе. Используя тамильский термины, палияр не делают различий между старшими и младшими сиблингами, а также родственниками и свойственниками, что вступает в противоречие с тамильской терминологией, носящей бифуркативный характер.
Помимо лексических особенностей, диалект палияр отличает отсутствие чёткого различения между долгими и краткими гласными, свойственного всем хорошо изученным дравидийским языкам. Кроме того, палияр пользуются упрощённой версией тамильской грамматики. Прошедшее время в этнолекте образуется при помощи суффикса āccu, следующего за корнем глагола, тамильская норма образования прошедшего времени применяется редко.
Внутри этнической группы палияр общаются на диалекте, при контактах с соседями они используют тамильский (в Тамилнаде) либо малаялам (в Керале).